# Вышегород (Псковская область)
Вышегород — деревня в Дедовичском районе Псковской области России. Входит в состав Пожеревицкой волости.
Расположена на западе района, на северо-восточном берегу озера Локно (исток реки Уза), в 30 км к юго-западу от райцентра Дедовичи и в 12 км к западу от села Пожеревицы.

## Население
| 2001 | 2002 | 2010 |
| ---- | ---- | ---- |
| 98   | ↘79  | ↘55  |

Численность населения деревни по оценке на начало 2001 года составляла 98 жителей.

## История
Впервые как село Вышгород упоминается в летописях под 1404 годом, когда его, вместе с другими 12 городами, получил великий князь Юрий Святославич Смоленский. В то время оно относилось к Шелонской пятине Новгородской республики.  Псковитяне разрушили это селение в 1471 году. 
В 1816 году была построена каменная церковь Богоявления Господня. В настоящее время заброшена. 
В 1873 году в селении был возведен каменный храм Архангела Михаила на средства Петра Ивановича Бибикова. Является действующим. 
В начале XX века в нём проживало лишь 48 жителей.
В 1936 — 1996 годах рядом с деревней была расположена учебная база "Горняк" Ленинградского горного института, где проводились летние геодезические практики. Основана база по инициативе профессора Н.Г. Келля. В настоящее время заброшена. 
В годы Великой Отечественной войны находилась в оккупации, были разрушены здания школы, почты, сельсовета, жилые дома. Сильно пострадали и храмы. Здесь был расквартирован штаб немецкого полка полевой жандармерии и производились массовые расстрелы мирных жителей. 